# Dan Mitsu
Dan Mitsu (壇 蜜 Dan Mitsu, sinh ngày 3 tháng 12 năm 1980) là nghệ danh của Saitō Shizuka (齋藤 支靜加), một nữ diễn viên, thần tượng áo tắm và nhà văn người Nhật Bản. Cô đã đóng nhiều vai chính trên truyền hình và điện ảnh, bao gồm vai Naoko trong bộ phim kinh dị khiêu dâm năm 2013 Amai Muchi, cô đã nhận được giải thưởng Người mới của năm tại lễ trao Giải Viện Hàn lâm Nhật Bản lần thứ 37.

## Đầu đời và giáo dục
Dan Mitsu sinh ngày 3 tháng 12 năm 1980 tại tỉnh Akita, Nhật Bản. Cô tốt nghiệp Đại học Nữ sinh Showa với tấm bằng sư phạm, sau đó cô làm việc trong một cơ sở tang lễ, sau thời gian thử kinh doanh cửa hàng đồ ngọt nhưng bị thất bại cô làm tiếp viên trong một câu lạc bộ ở Ginza trước khi trở thành một thần tượng áo tắm vào năm 2010.

## Sự nghiệp
Dan trở nên nổi tiếng sau vai diễn trong bộ phim kinh dị khiêu dâm thể loại BDSM tựa đề Trở thành nô lệ của tôi (2012), khả năng diễn xuất của cô khiến Giovanni Fazio của The Japan Times tóm tắt như "một ngôi sao được sinh ra." Năm tiếp theo, cô đóng vai chính trong bộ phim khiêu dâm kinh dị sản xuất năm 2013 Amai Muchi (甘い鞭, Sweet Whip), do Ishii Takashi làm đạo diễn. Tại lễ trao Giải Viện Hàn lâm Nhật Bản lần thứ 37, Dan được công nhận là Người mới của năm cho vai diễn của cô trong Amai Muchi.
Trong vài năm tiếp theo, Dan xuất hiện trong nhiều bộ phim truyền hình, chương trình tạp kỹ, phim điện ảnh và các chiến dịch quảng cáo, bao gồm cả tác phẩm làm lại kaiju Chikyû bôei mibôjin (地球防衛未亡人, Earth Defense Widow), Loạt asadora của NHK Hanako to Anne lần thứ 90, quảng cáo tuyển dụng cho Lực lượng Phòng vệ Nhật Bản năm 2015, bộ phim truyền hình Hulu năm 2016 Crow's Blood, và phim Sekigahara năm 2017. Năm 2018 Dan trở thành người dẫn chương trình radio hàng tuần Makoto Ōtake Golden Radio! Năm tiếp theo, cô xuất hiện trên kênh NHK trong loạt asadora Manpuku lần thứ 99.
Vào tháng 7 năm 2017, Dan đóng vai chính trong một video quảng bá du lịch chính thức cho tỉnh Miyagi với kinh phí cấp từ quỹ tái thiết trận động đất và sóng thần Tōhoku năm 2011 và được xuất bản trực tuyến. Các thành viên nữ của Hội đồng tỉnh Miyagi, cùng với một số bộ phận công chúng cho rằng đoạn video này là khiêu dâm và họ yêu cầu video phải gỡ xuống. Thống đốc Miyagi là Muải Yoshihiro ban đầu bảo vệ video với lý do nó đã gây chú ý thành công cho tỉnh, nhưng sau khi nhận được hàng trăm đơn khiếu nại chỉ trong một tháng, ông đành yêu cầu thu hồi video. Cuối năm đó, Bộ Môi trường Nhật Bản bổ nhiệm Dan Mitsu làm đại sứ công cộng để thúc đẩy bảo tồn các nguồn năng lượng gia đình.
Dan đã viết nhiều thể loại sách, bao gồm cuốn tự truyện Mitsu no aji (蜜の味, Hương vị của mật ong), sách tư vấn Erosu no osahō (エロスのお作法, Quy luật của tình yêu) và Dōshiyō (どうしよう, Tôi nên làm gì đây?), và tuyển tập ẩm thực Tabetai no (たべたいの, Tôi muốn ăn). Cô ra mắt văn học hư cấu vào năm 2016 với một câu chuyện đăng trên tạp chí văn học Bungeishunjū Ooru Yomimono (オール読物, All Reading). Kể từ tháng 4 năm 2017, cô đã viết chuyên mục tư vấn hàng tháng cho Otokemachi, một ấn phẩm trực tuyến của Yomiuri Shimbun. Vào tháng 3 năm 2018, cô viết câu chuyện "Takumiharahara" (タクミハラハラ "Takumiharahara"), đăng trên tạp chí văn học Bungakukai.

## Đời tư
Dan kết hôn với họa sĩ truyện tranh Seino Tōru vào tháng 11 năm 2019.

## Công nhận
- Năm 2014: Người mới của năm tại lễ trao Giải Viện Hàn lâm Nhật Bản lần thứ 37.[23]

## Hoạt động
- Mitsu no aji (蜜の味, A Taste of Honey), Shōgakukan, 2013, ISBN 9784093637350
- Erosu no osahō (エロスのお作法, The Rules of Love), Daiwashobō, 2013, ISBN 9784479771845
- Dōshiyō (どうしよう, What Should I Do?), Magajinhausu, 2016, ISBN 9784838728329
- Tabetai no (たべたいの, I Want to Eat), Shinchosha, 2017, ISBN 9784106107412

## Sự nghiệp diễn xuất

### Phim
- Be My Slave, 2012[24]
- Amai Muchi, 2013[25]
- Taishibōkei Tanita Shain Shokudō, 2013[26]
- Figure na Anata, 2013[27]
- Chikyū Bōei Mibōjin, 2014[8]
- Sanbun no Ichi, 2014[28]
- Sekigahara, 2017[12]
- Hoshimeguri no Machi, 2018[29]
- Eating Women, 2018[30]

### Truyền hình
- Tokumei Tantei, TV Asahi, 2012[31]
- Otenki Oneesan, TV Asahi, 2013[32]
- Hanzawa Naoki, TBS, 2013[33]
- Hanako to Anne, NHK, 2014[9]
- Coffee-ya no Hitobito, NHK, 2014[34]
- Black President, Fuji TV, 2014[35]
- Ore no Dandyism, TV Tokyo, 2014[36]
- Arasa-chan Mushūsei, TV Tokyo, 2014[37]
- Crow's Blood, Hulu Japan, 2016[38]
- Manpuku, NHK, 2019[14]
- Mikazuki, NHK, 2019[39]